# کلمرسون دی آراخو سوارز
کلمرسون دی آراخو سوارز (به پرتغالی: Clemerson de Araújo Soares) بازیکن فوتبال در پست مهاجم اهل برزیل است که در شهر Caruaru و در تاریخ ۸ اوت ۱۹۷۷ به دنیا آمده‌است.

## باشگاهی
کلمرسون دی آراخو سوارز در تیم‌های فوتبال شیمیزو اس-پالس، گامبا اوساکا، کروزیرو، باشگاه ورزشی الغرافه و فلومیننزه سابقهٔ حضور دارد.   
وی در زمان حضور خود در باشگاه فوتبال الغرافه در مسابقه ای از مرحله گروهی لیگ قهرمانان آسیا ۲۰۰۹ برابر پرسپولیس که با نتیجه ۵_۱ به سود الغرافه به پایان رسید توانست مقابل این باشگاه ایرانی ، هت تریک کند؛ این سنگین ترین شکست در مصاف های باشگاه های فوتبال ایرانی و قطری تا به امروز است.

## تیم ملی
این بازیکن همچنین در سال، ۱۹۹۹ ۳ بار برای، Brazil U-23 به میدان رفته‌است و طی این مدت ۳ گل به ثمر رسانده‌است.